# Jubba Airways
Jubba Airways es una aerolínea con base en Somalia. Fue fundada en 1998 por dos inversores canadienses-somalíes, Said Nur Qailie y Abdi Hashi Dalel.
Jubba Airways efectúa vuelos en Somalia incluyendo Mogadiscio, Hargeisa, Bosaso y Gaalkacyo. Vuela a los EAU (Dubái, Sharjah) y efectúa vuelos de peregrino Hajj a Jeddah. Las oficinas centrales de Jubba Airways se encuentra en Dubái y en Mogadiscio.

## Destinos

### Somalia
- Bosaso (Aeropuerto Internacional Bender Qassim) --> vuelos a DXB
- Galcaio (Aeropuerto de Galcaio) --> vuelos a DXB
- Hargeisa  (Aeropuerto Internacional Egal) --> vuelos a MGQ y DXB,
- Mogadiscio (Aeropuerto Internacional Aden Adde) Hub --> vuelos a JIB, JED, DXB y HGA.

### Internacionales
- Yibuti - Yibuti - (Aeropuerto Internacional de Yibuti-Ambouli) --> vuelos a MGQ y DXB
- Emiratos Árabes Unidos - Dubái - (Aeropuerto Internacional de Dubái) Hub principal --> vuelos a BSA, GLK, HGA, MGQ y JIB
- Arabia Saudita - Yida - (Aeropuerto Internacional Rey Abdulaziz) --> vuelos a MGQ

## Flota

### Flota Actual
A octubre de 2023, la flota de Jubba Airways incluye las siguientes aeronaves:
| Fokker 50 | 1 | — |  |  |  |  |
| Total     | 1 | — |  |  |  |  |

La edad de la aeronave es de 35,2 años.